# Stéphane Courtois

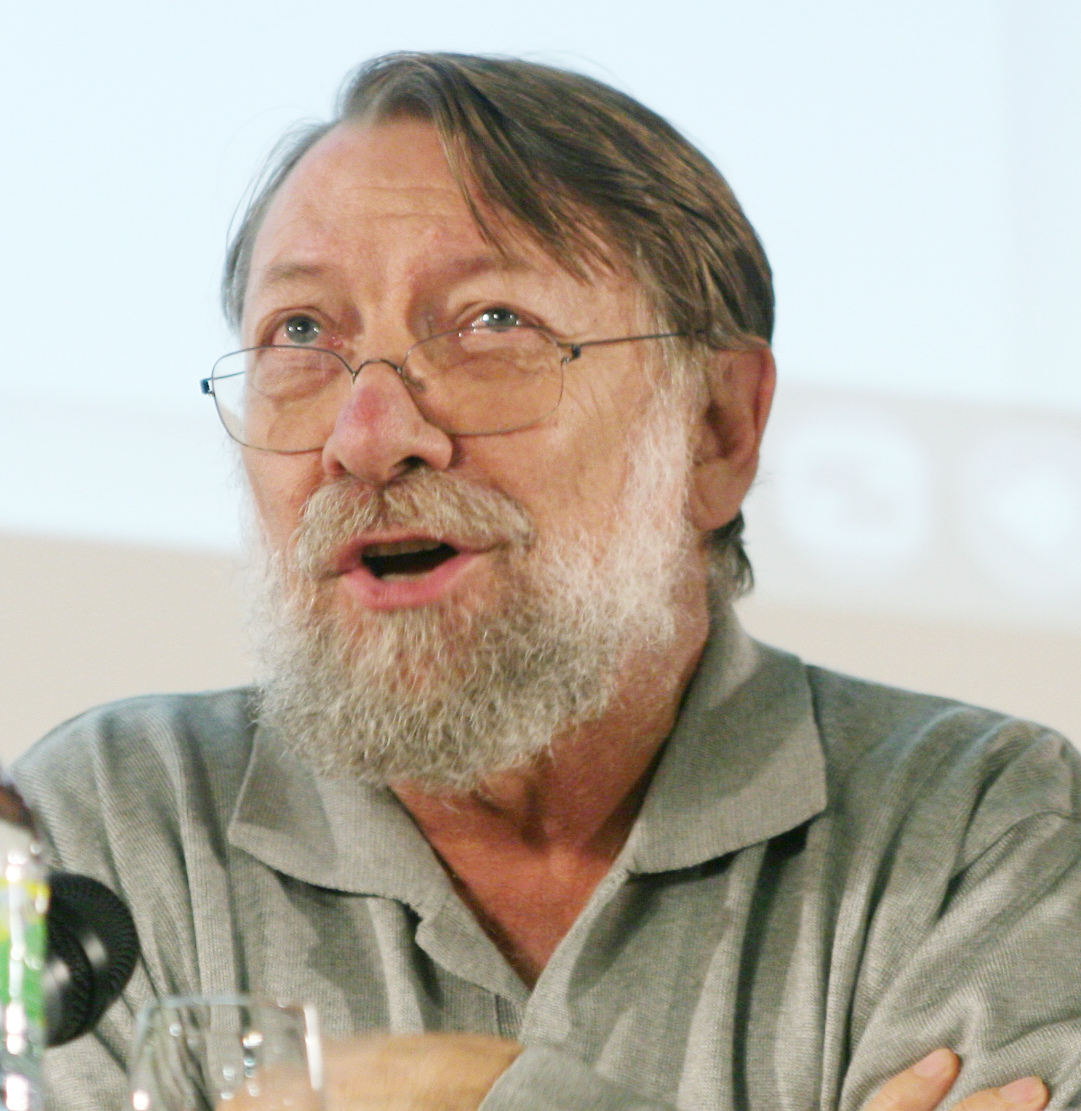
Stéphane Courtois in 2009

Stéphane Courtois (Frankrijk, 25 november 1947) is een bekend Frans historicus en schrijver.
De voormalige maoïst Stéphane Courtois is een specialist op het gebied van de geschiedenis van het communisme. Hij is als onderzoeker verbonden aan het CNRS.
In 1997 publiceerde Stéphane Courtois het boek Le Livre noir du communisme ("zwartboek van het communisme"), waaraan door een groot aantal prominente historici bijdragen werden geleverd. Dit boek bracht zowel in Frankrijk als daarbuiten een hevige polemiek teweeg. De pijlen van tegenstanders richtten zich met name op het door Courtois geschreven voorwoord. Wat hem met name werd -en wordt- verweten is de wijze waarop hij de misdaden en de aantallen slachtoffers van het communisme met die van het nationaalsocialisme vergelijkt.
Van het aan de in 1997 overleden François Furet opgedragen boek is bij uitgeverij De Arbeiderspers een Nederlandse vertaling verschenen.
- Bibsys: 90934994
- Biblioteca Nacional de España: XX1603802
- Bibliothèque nationale de France: cb11898003h (data)
- Catàleg d'autoritats de noms i títols de Catalunya: 981058514654806706
- CiNii: DA0241252X
- Gemeinsame Normdatei: 121035131
- International Standard Name Identifier: 0000 0001 2096 6943
- Library of Congress Control Number: n80056147
- Nationale Bibliotheek van Letland: 000027720
- Bibliotheek van het Japanse parlement: 00859196
- Nationale Bibliotheek van Tsjechië: jn19990001514
- Nationale bibliotheek van Australië: 35205757
- Nationale Bibliotheek van Israël: 987007260154905171
- Nationale Bibliotheek van Polen: a0000001052485
- Nationale en Universitaire bibliotheek Zagreb: 000144038
- Nederlandse Thesaurus van Auteursnamen: 069206961
- Istituto Centrale per il Catalogo Unico: LO1V045933
- Système universitaire de documentation: 026803313
- Trove: 864526
- Virtual International Authority File: 97749953
- WorldCat: E39PBJdWWpqgyGprpQDgmw6xjC